# ユダの山羊
ユダの山羊（ユダのやぎ、Judas goat）は、一般動物の牧畜に使われる訓練された山羊である。 ユダの山羊は、羊や牛と一緒に行動し、特定の目的地まで誘導するように訓練されている。 牧畜では、ユダの山羊は羊を屠殺に誘導するが、その一方でユダの山羊は助かる。 また、他の動物を特定の檻や場所に誘導するためにも使われる。 最近では使われなくなったが 、世界各地の小規模な屠畜場や環境保護プロジェクトではまだ見られる。
牛飼いは、ユダの山羊と同じ目的でユダの雄牛（Judas steer）を使うことがある。 この言葉も技法自体も、1800年代に米国で行われた牛追いに由来する。
この言葉は、新約聖書に登場するイエス・キリストを裏切った使徒イスカリオテのユダのことを指している。

## 野生の山羊を追跡する山羊
この言葉は、駆除の対象となる外来種の野生山羊を見つけるために使われる山羊を表す言葉としても使われている。 ユダの山羊は通常、不妊手術が施され、発信機が取り付けられ、赤く塗られて放される。ポッドキャスト『Radiolab』では、ガラパゴス諸島で野生の山羊が島の環境にどのような影響を与えたか、そして島を自然に戻すためにユダの山羊がどのように使われたかを紹介した。この技術は現在、オーストラリアのラクダ、アメリカのブタ、メキシコのネズミ、ヨーロッパのタヌキなど、他の侵入種を標的にするために使われている。

### サンクレメンテ島の山羊駆除
サンクレメンテ島の固有種は、1875年以来、野生の山羊によって減少した。アメリカ海軍の管理下で、1972年から1989年にかけて集中的な駆除プログラムが実施され、島内の28,000頭の山羊が駆除された。 一部の山羊は険しい地形に隠れ、駆除活動は頻繁な海軍の砲撃作戦では駆除できなかった。 1989年から1991年にかけて、島に残る野生の山羊の居場所を突き止めるため、12頭のユダの山羊に無線発信機を付けた。最終的に263頭のヤギが駆除された。

### ガラパゴス諸島のイサベラ計画
プロジェクト・イサベラとは、1997年に始まり2006年に終了した、ガラパゴス諸島における山羊駆除活動のことである。 山羊はヘリコプターや徒歩を駆使したハンターに駆除された。 残された山羊を駆除するために、ユダの山羊が使われた。このプロジェクトには600万ドルの費用がかかった。